# Formation de Laramie
Pour les articles homonymes, voir Laramie.

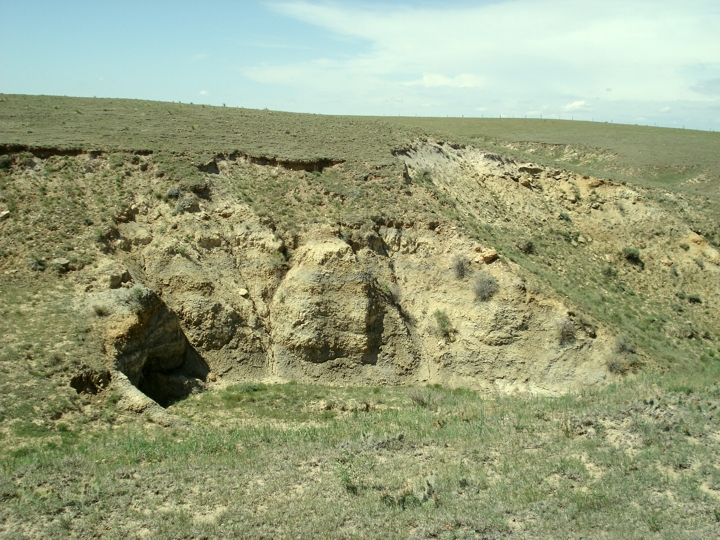
La Formation de Laramie au nord-est du Colorado.

La Formation de Laramie est une formation géologique datant du Maastrichien, dernier étage du Crétacé supérieur. Elle a été nommée par Clarence King en 1876 pour des affleurements situés dans le nord du Colorado, aux États-Unis.
La formation est située sur les bords du bassin de Denver et a une épaisseur de 120 à 160 mètres sur son versant ouest et de 70 à 100 mètres sur son versant est. Elle repose en concordance sur les grès de la Formation de Fox Hills et est recouverte en discordance par les conglomérats de la Formation Arapahoe. La formation peut être divisée en un étage inférieur (sans nom) contenant des couches de grès, d'argile et de charbon et un étage supérieur (sans nom lui aussi) composé principalement de 90 à 190 m de mudstones de couleur terne, de grès et de minces couches de charbon,. Des concrétions ferrugineuses nodulaires trouvées dans les mudstones contiennent des restes de plantes. Le charbon et l'argile du site ont eu autrefois une grande importance économique. La formation de Laramie correspond à une ancienne plaine côtière avec des zones marécageuses. Une partie des matériaux retrouvés dans les grès provient des volcans situés loin à l'ouest.

## Faune fossile

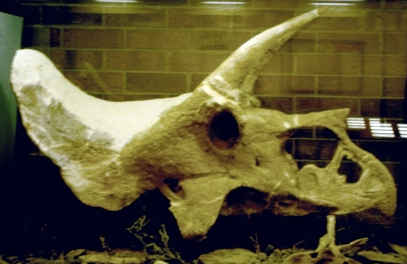
Crâne de Triceratops trouvé dans la Formation Laramie. Ce crâne est le plus ancien connu du genre. On le trouve actuellement exposé au palais de justice de Greeley, au Colorado.

Les dinosaures de la Formation de Laramie figurent parmi les premiers dinosaures découverts dans l'Ouest américain (Carpenter et Young, 2003). En 1873, Edward Drinker Cope a accompagné Ferdinand Vandeveer Hayden qui était responsable de l’U.S. Geological and Geographical Survey of the Territories. L'itinéraire de l'expédition traversait le Colorado où Cope a recueilli des échantillons dans ce qui est aujourd'hui la Formation de Laramie le long de la Bijou Creek sur le versant est du bassin de Denver. 
Cope a nommé trois espèces de dinosaures sans les décrire: Cinodon arctatus  (plus tard changé en Cionodon arctatus), Polyonax mortuarius et Agathaumas milo (plus tard rebaptisé Hadrosaurus occidentalis). Ces spécimens sont actuellement à l'American Museum of Natural History. Ces spécimens sont très fragmentaires et leurs noms ne sont plus considérés comme valides. Des découvertes ultérieures de dinosaures ont été faites dans la formation, dont celles d'un crâne presque complet de Triceratops. On y a découvert des restes de vertébrés non dinosauriens.